# Концентрациони логори у НДХ
Концентрациони логори у Независној Држави Хрватској заузимали су нарочито место у низу многих средстава и начина провођења геноцида над српским и другим народима овога подручја.

## Логори
Већ првих дана своје владавине усташе су затекли (од полицијског режима Бановине Хрватске) два дотадашња логора — у Лепоглави и Крушчици. Анте Павелић је »Законском одредбом« од 17. априла 1941. (»за обрану народа и државе«) наредио проширење концентрационих места, за већи број затвореника. Прво уређење концентрационих логора обележавала је поменута Павелићева »Законска одредба о упућивању непоћудних и погибељних особа на присилни боравак у сабирне и радне логоре« (од 25. новембра 1941.).
Логори у НДХ дијелили су се на »сабирне« и на »радне«. Први су имали бити само пролазне станице, откуд су се логораши упућивали на друга места. »Радни логори« требало је да буду места присилног и бесплатног рада логораша. Таква је подела међутим била више формална, него стварна.
Поред низа тзв. сабирних концентрационих логора постојали су као-»радни логори«: »Даница« у Копривници, углавном за Србе и Јевреје (од краја априла 1941.), те касније и за антифашисте Хрвате, а имао је капацитет за приближно 5000 логораша, затим »Керестинец« (основан 18. маја 1941.), које је ту оставила Бановина Хрватска, а усташе су их преузели.
Средином априла 1941, непосредно након проглашења НДХ, формира се од стране државног органа НДХ – полицијске управе, комплекс концентрационих логора Госпић - Јадовно - Паг, познат и под називом Госпићка група логора. Ови логори нису имали, као неки каснији, нити одредницу “радни”. Били су искључиво у функцији уништења. Они су формирани и обавили већи део своје функције и пре било каквог отпора “нелојалног” становништва, што је очигледна потврда намере да се униште одређене етничке или верске заједнице, што и представља битан елеменат из дефиниције геноцида. Овај комплекс логора, састојао се од логора Госпић, логора Јадовно, логора Слана и Метајна на острву Пагу, логора Ступачиново, логора-сабиралишта Максимовића штале и логора-сабиралишта на железничкој станици Госпић. Као главна места за ликвидацију заточеника усташе су користиле безбројне велебитске крашке јаме, у које су након ударца ножем или маљем, бацали често још полуживе жртве. Крашке јаме, саставни део овог комплекса логора, које су узеле највећи број жртава су Шаранова јама, јама Бадањ, јама Јамина, Мацолина јама и Јарчја јама. Велики број заточеника овог комплекса логора, ликвидиран је везањем камена око врата и суновраћивањем у море подвелебитског канала.
Јадовно се називало један овећи жицом ограђени простор на пропланку Велебита (крај Госпића), у којем је било саграђено неколико барака -за смештај дотераних ухапшеника. Како су мештани преносили — овамо је већ од првих дана НДХ владавине доведено неколико колона затвореника, који су — говорило се у госпићким усташким редовима — »отјерани на непознато мјесто«. На острву Пагу постојао је од средине јуна 1941. логор (за мушкарце) и у Метајни (за жене и дјецу). У Крушчици (код Травника) основан је логор јуна 1941. за смештај логораша, Срба, Жидова и Хрвата антифашиста и то без разлике на пол, доб и здравствено стање. У Старој Градишки основан је усташки логор половином маја 1941. и то као концентрациони (»сабирни«) логор, али пар месеци касније усташе га називају и »радним логором«. Преживели логораши приповедали су, да су усташе и дању пред њиховим очима овдје јавно клали децу, чији се врисак надалеко чуо.
У Лобору близу Златара (у Хрв. Загорју) логор је основан почетком септембра 1941. и то углавном за жене и децу. Ту су прикупљена деца поубијаних родитеља, затим она која су била похватана приликом »чешљања терена« итд. Прехрамбене и здравствене прилике биле су у таквом стању, да је морталитет међу децом био крајње висок. Народ у околини згражао се над онако нечовечним поступањем са децом, која су свакодневно десетинама умирала. Годину дана касније распуштен је овај логор, те су одатле преживели (одрасли) упућени једним делом на присилни рад у Немачку, а остали у концентрациони логор у Аушвиц, где су углавном нестали.
Логор у месту Тење, близу Осијека, основан је јуна 1942, те су у њега смештени затвореници Срби и Јевреји, које су доведени из Славоније и Срема. У Лепоглави је већ од првих дана усташке владавине смештено више хиљада похапшених антифашиста из Хрватске, те Босне и Херцеговине. Прилике у том логору биле су неиздрживо тешке, а поступак усташа са затвореницима суров и безобзиран. Затвореници су били изложени тешким физичким пословима, на. које су их нагонили усташки стражари применом сваковрсних физичких насиља. У тај логор продрле су јединице НОВЈ јуна 1943. те ослободиле логораше. Касније допремљени други логораши страдали су у усташком покољу априла 1945. године.
Јасеновац је био најстрашнији усташки логор, у којему је спроведено масовно убијање логораша. Тај логор, основан августа 1941, био је највеће и најужасније усташко губилиште логораша, похватаних по Хрватској, Славонији и Босни.
Видио сам — каже сведок Милан Дуземилић — како су усташе пригодом ликвидирања дјеце у логору бацили једно дијете годину дана старо у ваздух, а други га је усташа дочекао на бајонет... Сведок Косина Фрањо исказао је: »… Пред Божић 1944. и то једне недјеље видио сам „како је око 11 сати тјерано око 40 голих жена и дјеце из логора на Граник, гдје им је Лубурић ножем пресјекао врат, а Прпић распорио трбух, те их бацили у Саву. Видио сам другом згодом, кад је вјешано 35 заточеника, а међу њима и једна жена која је имала у логору четверо дјеце. Дјеца су приликом њеног вјешања плакала за њом и хватала јој се за сукњу, али је Пицилли једну 6-годишњу дјевојчицу ударио ногом тако снажно, да јој је пукла лубања...« (исто дјело, стр. 25).
Други преживјели логораш Мате Сулина исказао је, како је био очевидац када су усташе једној трудној жени распорили трбух и извадили дијете, а другој нетрудној отворили трбух па јој то дијете у трбух угурали... (сви искази објављени су у зборнику «Злочини у логору Јасеновац«, Загреб, 1948).
Тај логор био је подијељен на четири дијела (Крапје, Брочица, Циглана и Кожара). Називали су га радним логором, али он је у ствари био и пролазно прихватилиште многобројних овамо дотераних људи, углавном Срба, које су у више наврата неколико дана затим поубијали на обалама Саве и другде, па и у самом логору.
У свим логорима НДХ вршила су се масовна убиства. У логорима није било свих техничких опрема, какве су имали нацистички већи логори у Рајху и другдје што је «надокнађено» зверском окрутношћу и дивљаштвом, којем је иначе тешко наћи сличнога примера. Преживели логораши говоре о језивостима, које се једва може и замислити, а њих су спроводили готово свакодневно.

## Логори за децу
"Деца нису била поштеђена и за њих су постављени посебни логори. Између осталих ових девет: Лобор, Јабланац код Јасеновца, Млака, Бросице, Устици, Стара Градишка, Сисак, Јастребарско и Горња Ријека. Уништење деце на овим местима би деловало невероватно, да не постоје искази очевидаца, од којих је један посведочио: „У то време су у логор у Старој Градишки свакако дневно долазиле нове жене и деца. После четрнаест дана заповедник логора Врбан наредио је да сва деца буду одвојена од мајки и стављена у једну собу. Нама десеторици је било речено да их тамо носимо у ћебадима. Када је соба напуњена, Врбан је пустио отровни гас и убио их." 
Авро Менхетн (Америка)
Према резултатима досадашњих истраживања, у НДХ од 1941. до 1945. године живот је изгубило 74.762 деце, од чега је 60.234 убијено, док се 14.528 воде као жртве рата.

## Списак главних логора
- Логор Јасеновац
- Логор Стара Градишка
- Логор Сајмиште
- Логор Ступачиново
- Логор на острву Пагу, састојао се из два дела: логор Слана и логор Метајна
- Логор Ђаково
- Логор Госпић
- Логор Јадовно
- Логор Цапраг
- Логор Лепоглава
- Логор Даница у Копривници
- Логор Керестинец
- Логор Крушчица, крај Травника
- Логор Лобор, близу Златара (у хрв. Загорју), углавном за жене и децу
- Логор Тења
- Логор Јастребарско
- Логор Вила Лубурић
- Дечји логор у Ливну
- Логор Доња Градина